# 长坪乡 (耒阳市)
长坪乡，是中华人民共和国湖南省衡陽市耒阳市下辖的一个乡镇级行政单位。

## 行政区划
长坪乡下辖以下地区：
长坪村、布尾村、清平村、托福村、洞中村、西湾村、谭南村、大群村、太岭村、黄龙村、坳上村、破塘村、潭湖村、西岭村、高岭村、黄泽源村、高峰村、深塘村、田堪村、神岭村、泰源村、六子村、鲁塘村和石枧村。